# أمفيتامين
الأَمْفيتامين مُنبِّهٌ للجهاز العصبيِّ المركزيِّ يُستخدَم في علاج اضطراب نقص الانتباه مع فرط النشاط (ADHD) والتَّغْفيق والسِّمْنَة، ويشيع استعماله عقارًا استجماميًّا. اُكتُشف الأمفيتامين في عام 1887، وهو موجود في صورة مصاوغين مرآتيين: ليفوأمفيتامين ودِكستروأمفيتامين. تُشير الكلمة إلى مادة كيميائية معلومة، وهي القاعدة الحرة العنقودية التي هي أجزاء متساوية لمصاوغين مرآتيين في صورتهما الأمينية النقية. كثيرًا ما يُستخدم المصطلح استخدامًا عاميًّا للإشارة إلى مزيج المصاوغين المرآتيين أو إلى أي منهما. استُعمل الأمفيتامين تاريخيًّا لعلاج احتقان الأنف والاكتئاب. ويُستعمَل مُعزِّزًا للأداء الرياضي ومعززا معرفيًّا، ويُستعمَل ترفيهيًّا مُشْبِّقًا ومُشْمِّقًا. وهو دواء بوصفة طبية، وكثيرًا ما تخضع حيازة الأمفيتامين غير المرخصة وتوزيعُه لسيطرة مُحكَمة للمخاطر الصحية الكبيرة المرتبطة باستعماله للأغراض الترفيهية.
كان بنزيدرين أولَ مستحضر دوائي للأمفيتامين، وهو صِنف لعلاج حالات طبية متنوعة. ويُوصَف حاليًّا الأمفيتامين العنقودي وأديرال ودكستروأمفيتامين والدواء الأولي الخامل لسدكسامفيتامين مُستحضراتٍ دوائية للأمفيتامين. 
يزيد الأمفيتامين النقل العصبي أحادي الأمين الاستثاري في الدماغ بتأثيراته المُّبِينة مُستهدِفًا نُظُم الناقلين العصبيين النورإبينفرين والدوبامين.
يُسبب الأمفيتامين عند تناول الجرعات العلاجية تأثيرات وجدانيَّة ومعرفيَّة مثل الشَّمَق، وتغيير في الشَّهوة، واليقظة المتزايدة، وتحسين التضبيط المعرفي. كما أنه يَستحث تأثيراتٍ جسديَّة مثل تحسين زمن التفاعل، ومقاومة الكَلال، وزيادة قوة العضلات. قد تُسبِّب جرعات أكبر من الأمفيتامين تدهورًا في الوظائف المعرفيَّة، وانحلالًا عضليًّا سريعًا. يُصاحب تعاطي الأمفيتامين الترفيهي المُكثف خطرٌ كبير لحدوث الإدمان، ولكن يُستبعَد حدوثه نتيجة الاستخدام الطبي طويل الأمد أثناء الجرعات العلاجية. يمكن للجرعات العالية جدًا أن تُحدِّث ذُهانًا (أوهامًا أو جنون الارتياب) الذي نادرًا ما يحدث عند تناول الجرعات العلاجية حتى خلال الاستخدام طويل الأمد. تكون الجرعات الاستجمامية عمومًا أكبر بكثير من الجرعات الموصوفة، وحاملة لمخاطر آثار جانبية بالغة أكبر بكثير من الموصوفة.
ينتمي الأمفيتامين إلى صِنف الفينيثيلامين، وهو المركب الأصل لأصنافه البنيوية الأمفيتامينات المستبدلة التي تحوي موادًا بارزة مثل البوبروبيون والكاثينون والميثامفيتامين والإكستاسي. كما يرتبط الأمفيتامين كيميائيًّا -بصفته أحد أصناف الفينيثيلامينات- بمعدِّلات الأمين النزر العصبيَّة الموجودة طبيعيًّا، وتحديدًا الفينيثيلامين وN-ميثيل فينيثيلامين، وكلاهما يُنتج داخل جسم الإنسان. الفينيثيلامين مركب الأمفيتامين الأصل، بينما N-ميثيل فينيثيلامين مُصاوغٌ وضعيٌّ للأمفيتامين لا يختلف عنه إلا في مجموعة ميثيل.

## الاستخدامات

### الطبية
يُستخدَم الأمفيتامين لعلاج اضطراب نقص الانتباه مع فرط النشاط، والنوم القهري (اضطراب في النوم)، والسِّمنة، ويُوصَف أحيانًا دون تصريح طبي خاصة من أجل الاكتئاب والألم المزمن. من المعروف أن التعرض طويل الأمد للأمفيتامين بجرعات عالية بشكل كافٍ لدى بعض الحيوانات يؤدي إلى تطور جهاز دوبامين غير طبيعي أو حدوث أذية عصبية، لكن لدى البشر المصابين باضطراب نقص الانتباه مع فرط النشاط يبدو أن الأمفيتامينات الدوائية، بجرعات علاجية، تحسن تطور الدماغ والنمو العصبي. تشير مراجعات دراسات التصوير بالرنين المغناطيسي إلى أن العلاج طويل الأمد بالأمفيتامين ينقص شذوذات بنية الدماغ ووظيفته التي تكون موجودة لدى المصابين باضطراب نقص الانتباه مع فرط النشاط، وتحسن وظيفة عدة أجزاء من الدماغ مثل النواة الذنبية اليمنى في العقد القاعدية.
أثبتت مراجعات الأبحاث السريرية على المنشطات سلامة الاستخدام المستمر طويل الأمد للأمفيتامين وفعاليته لعلاج اضطراب نقص الانتباه مع فرط النشاط. أظهرت التجارب المنضبطة المعشاة على العلاج المستمر بالمنشطات لمعالجة اضطراب نقص الانتباه مع فرط النشاط الممتد لعامين فعالية العلاج وسلامته. أشارت مراجعتان إلى أن العلاج المستمر طويل الأمد بالمنشطات لاضطراب نقص الانتباه مع فرط النشاط فعال من أجل إنقاص الأعراض الرئيسية لاضطراب نقص الانتباه مع فرط النشاط (على سبيل المثال: فرط الحركية، والإهمال، والاندفاع) ما يحسن جودة حياة والإنجاز الأكاديمي، ويؤدي إلى حدوث تحسن في عدد كبير من النتائج الوظيفية من بين 9 فئات من النتائج المرتبطة بالمجال الأكاديمي، والسلوك المضاد للمجتمع، والقيادة، والاستخدام غير الطبي للدواء، والبدانة، والمهنة، وتقدير الذات، والاستفادة من الخدمات (على سبيل المثال، الأكاديمية، والمهنية، والصحية، والمالية، والخدمات الكبيرة)، والوظيفة الاجتماعية. سلّطت إحدى المراجعات الضوء على تجربة منضبطة معشاة على العلاج بالأمفيتامين لاضطراب نقص الانتباه مع فرط النشاط لدى الأطفال، ووجدت حدوث زيادة وسطية بنحو 4.5 نقطة في نسبة الذكاء، وزيادات مستمرة في الانتباه، وانخفاضات مستمرة في السلوكيات التخريبية وفرط الحركية. أشارت مراجعة أخرى إلى أن، بالاعتماد على أطول دراسات متابعة قد أجريت حتى تاريخه، العلاج بالمنشطات مدى الحياة الذي يبدأ خلال الطفولة يكون فعالًا باستمرار في ضبط أعراض اضطراب نقص الانتباه مع فرط النشاط وإنقاص خطر حدوث اضطراب تعاطي المخدرات عندما يصبح الشخص كبيرًا.
تشير النماذج الحالية من اضطراب نقص الانتباه مع فرط النشاط إلى أن هذا الاضطراب يكون مرتبطًا بقصورات وظيفية في بعض جمل النواقل العصبية في الدماغ، تتضمن هذه القصورات الوظيفية قصورًا في النقل العصبي للدوبامين في المسارات الدوبامينية، وفي النقل العصبي للنورإبينفرين في المسارات الإبينفرينية من الموضع الأزرق إلى القشرة أمام الجبهية. تكون المنبهات النفسية مثل الميثيل فينيدات والأمفيتامين فعالة في علاج اضطراب نقص الانتباه مع فرط النشاط لأنها تزيد من نشاط النقل العصبي في هاتين الجملتين. يبدي نحو 80% من أولئك الذين يستخدمون هذه المنشطات تحسنًا في أعراض اضطراب نقص الانتباه مع فرط النشاط. يملك الأطفال المصابين باضطراب نقص الانتباه مع فرط النشاط الذين يستخدمون الأدوية المنشطة علاقات أفضل عمومًا مع أقرانهم وأفراد عائلاتهم، وينجزون بشكل أفضل في المدرسة، ويكونون أقل تشتتًا واندفاعًا، ويكون قادرين على الانتباه فترة أطول. نصت مراجعات أجرتها مؤسسة كوكرين حول علاج اضطراب نقص الانتباه مع فرط النشاط لدى الأطفال واليافعين والكبار بالأمفيتامينات الدوائية أن الدراسات قصيرة الأمد قد أثبتت أنه هذه الأدوية تنقص شدة الأعراض، لكنها تترافق بمعدلات توقف عن تناولها أعلى من تلك المرافقة للأدوية غير المنشطة نظرًا إلى تأثيراتها الجانبية السلبية. أشارت مراجعة أجرتها مؤسسة كوكرين حول علاج اضطراب نقص الانتباه مع فرط النشاط لدى الأطفال المصابين باضطرابات النفضة مثل متلازمة توريت إلى أن المنشطات بشكل عام لا تجعل النفضات أسوأ، لكنها الجرعات العالية من الديكستروأمفيتامينات قد تؤدي إلى تفاقم النفضات لدى بعض الأفراد.

### تحسين الأداء

#### الأداء المعرفي
في 2015، وجدت مراجعة منهجية وتحليل تلوي لتجارب سريرية عالية النوعية أنه عندما يُستخدَم الأمفيتامين بجرعات منخفضة (علاجية) فإنه يؤدي إلى حدوث تحسن متواضع لكن لا لبس فيه في الوظيفة المعرفية بما في ذلك الذاكرة العاملة، والذاكرة العرضية طويلة الأمد، والتحكم التثبيطي، وبعض مجالات الانتباه، وذلك لدى الكبار الأصحاء الطبيعيين، تُعرَف تأُثيرات الأمفيتامين المعززة للوظيفة المعرفية هذه بأنها متواسطة جزئيًا بالتنشيط غير المباشر لكل من مستقبل دوبامين D1 ومستقبل ألفا-2 الأدرينالي في القشرة أمام الجبهية. وجدت مراجعة منهجية عام 2014 أن الجرعات المنخفضة من الأمفيتامين تحسن أيضًا دمج الذاكرة التي تؤدي بدورها إلى تحسن في تذكر المعلومات. تعزز الجرعات العلاجية من الأمفيتامينات أيضًا كفاءة الشبكة القشرية، وهو تأثير يتواسط حدوث تحسن في الذاكرة العاملة عند كل الأشخاص. يحسن الأمفيتامين ومنشطات اضطراب نقص الانتباه مع فرط النشاط الأخرى التميز التحفيزي (الحافز لإنجاز مهمة ما)، ويزيد التيقظ ما يحسّن السلوك الموجه بالهدف. قد تؤدي المنبهات مثل الأمفيتامين إلى تحسن الأداء في المهام الصعبة والمملة، ويستخدمه بعض الطلاب كمساعد على الدراسة وإجراء الامتحانات. بحسب دراسات حول استخدام المنشطات غير الشرعي والمُبلَغ عنه ذاتيًا، فإن نحو 5 – 35% من طلاب الجامعة يستخدمون منشطات اضطراب نقص الانتباه مع فرط النشاط المنقولة، التي تُستخدَم بصورة أساسية لتعزيز الأداء الأكاديمي لا لأغراض ترفيهية. على أي حال، يمكن أن تتداخل الجرعات العالية من الأمفيتامين التي تكون أعلى من المدى العلاجي مع الذاكرة العاملة والنواحي الأخرى للتحكم المعرفي.

#### الأداء الجسدي
يستخدم بعض الرياضيين الأمفيتامين من أجل تأثيراته المعززة للأداء الجسدي والرياضي مثل زيادة التحمل والتيقّظ، على أي حال، إن الاستخدام غير الطبي للأمفيتامين ممنوع في الأحداث الرياضية التي تنظمها وكالات مكافحة المنشطات الجامعية والوطنية والدولية. لدى الأصحاء الذين يأخذون جرعات علاجية فموية من الأمفيتامين، تبين أنه يزيد القوة العضلية، والتسريع، والأداء الرياضي في الشروط غير الهوائية، والتحمل (على سبيل المثال، يؤخر بدء الإعياء) في الوقت الذي يزيد فيه من زمن الاستجابة. يحسن الأمفيتامين التحمل وزمن الاستجابة بشكل أساسي من خلال التثبيط الاستردادي وتحرير الدوبامين في الجملة العصبية المركزية. تزيد الأمفيتامينات والأدوية الدوبامينية الأخرى أيضًا من القوة عند مستويات ثابتة من الجهد الملموس من خلال تجاوز «مفتاح الأمان» ما يسمح بزيادة حدود درجة الحرارة المركزية من أجل الوصول إلى سعة احتياطية تكون عادة خارج الحدود. بالجرعات العلاجية، لا تعيق التأثيرات السلبية للأمفيتامين الأداء الرياضي، على أي حال، بالجرعات العالية جدًا، يمكن أن يُحدِث الأمفيتامين تأثيرات تعيق الأداء بشدة مثل الانهيار السريع للعضلات وارتفاع درجة حرارة الجسم. 

### التعاطي الترفيهي
يُستخدم الأمفيتامين -وخاصة المصاوغ المرآتي يميني التدوير (دكستروأمفيتامين)- كذلك ترفيهيا كمشمِّق (محدث للابتهاج) ومنشط جنسي، ويُستخدم كغيره من الأمفيتامينات كمخدر نوادي بسبب نشوته الغامرة بالشمق والنشاط. تُعتبر إمكانية إساءة استخدام الدكستروأمفيتامين لأغراض ترفيهية عالية لأن الأفراد الذين يتناولونه يفيدون عادة بأنهم أكثر يقظة وينتابهم شعور من الشمق والنشاط. كان الاستخدام الترفيهي للأمفيتامين جزءا مهما من الثقافة الفرعية للحداثيين في ستينيات القرن الماضي، حيث كان يُستخدم كمصدر طاقة للرقص طوال الليل في الأندية مثل نادي مانشتر "تويستد ويل". أفادت تقارير صحفية بخروج الراقصين من الأندية في الخامسة صباحا بحدقات متوسعة. استخدم الحداثيون العقار من أجل  التنشيط واليقظة، وقد رأوا هذا الاستخدام مختلفا عن الثمالة التي تسببها المشروبات الكحولية والعقاقير الأخرى. يحاجج الدكتور أندرو ويلسون أنه بالنسبة لأقلية معتبرة "ترمز الأمفيتامينات إلى الذكاء، اليقظة والانتباه، وروعة الصورة الشخصية" وأنهم سعوا خلف "التنشيط وليس الثمالة... خلف يقظة أكثر وليس الهروب" وخلف "الثقة وفصاحة الكلام" بدل "صخب الثمالة الخاص بالأجيال السابقة".
تؤثر خصائص الدكستروأمفيتامين دوبامينية الفعل (المكافئة) على نظام المكافأة وهو مجموعة من البُنى العصبية المسؤولة على التميز المرغِّب ("الابتغاء" الشعور بالرغبة والاشتهاء نحو مكافأة أو محفز)، التعزيز الإيجابي والمشاعر المكفّأة إيجابيا وخاصة تلك التي لها علاقة باللذة. يمكن أن ينتج عن جرعات ترفيهية كبيرة من الدكستروأمفيتامين أعراض الإفراط في الجرعة. يقوم المتعاطون الترفيهيون أحيانا بفتح كبسولات الدكسدرين وسحق محتواها من أجل سعطه أو إذابته في الماء لحقنه. قابلية إساءة استخدام أدوية التحرير الآني (نقيضها معدلة التحرير) أكبر عبرالسعط أو الحقن الوريدي بسبب بروفيلها الحركي الدوائي وسهولة سحقها (وخاصة الأقراص). يمكن أن يكون الحقن في الدم خطيرا لأن الحشوات غير القابلة للذوبان في الأقراص يمكن أن تسد الأوعية الدموية الصغيرة. يمكن أن يؤدي الاستخدام الزائد المزمن للدكستروأمفيتامين إلى إدمان شديد له، وتنتج بعد ذلك أعراض امتناع عند التوقف عن استخدامه.

## موانع الاستعمال
وفقًا للبرنامج الدولي للسلامة الكيميائية (IPCS) وإدارة الغذاء والدواء الأميركية (USFDA) يُمنع استعمال الأمفيتامين على ذوي سوابق لمُعاقَرة المخدرات  أو مرضٍ قلبيٍّ وعائيٍّ أو هِياجٍ حادٍ أو قلقٍ حادٍ. ويُمنع على المصابين بتصلب الشرينات المُتقدِّم أو الزَّرَق (ارتفاع ضغط العين) أو فرط الدرقية (فرط إفراز هرمون الغدة الدرقية) أو ارتفاع ضغط الدم المتوسط أو الحاد. وتشير هاتان الوكالتان إلى أن الأشخاص الذين لاقوا تفاعلات أرجية لمُنبهاتٍ أُخرى أو مُتناولي مثبطات أكسيداز أحادي الأمين (MAOIs) يجب ألَّا يتناولوا الأمفيتامين، رُغم توثيق الاستخدام المُتَزامِن الآمن للأمفيتامين مع مثبطات أكسيداز أحادي الأمين. وأفادت الوكالتان بضرورة مُراقبة أعراض مَن يعانون مِن القَهَم العُصابيّ أو الاضطراب ثنائي القطب أو الاكتئاب أو ارتفاع ضغط الدم أو مشاكل في الكَبِد أو الكُلَى أو الهَوَس أو الذُّهان أو ظاهرة رينو أو نَوبَات أو مشاكل في الغدة الدرقية أو عَرَّات أو متلازمة توريت أثناءَ تناول الأمفيتامين.  تُشير الدلائل المُستمدة من الدراسات البشرية إلى أن استخدام الأمفيتامين العلاجي لا يُسبب حالات شذوذ نمائية في الأجنة أو حديثي الولادة (أي أنه ليس ماسِخًا للبشر)، بل أن مُعاقرة الأمفيتامين لا تُظهِر مخاطر على الأجنة. يَنتقل الأمفيتامين إلى حليب الأم، لذلك أوصا البرنامج الدولي للسلامة الكيميائية وإدارة الغذاء والدواء الأميركية الأُمهاتِ باجتناب الإرضاع عند استعماله. وتوصي إدارة الغذاء والدواء الأميركية بمراقبة طولِ الأطفال والمراهقين الموصوف لهم أدوية الأمفيتامين ووزنُهم؛ نُظرًا لإمكانات إعاقات النمو.

## الآثار الجانبية الضارة
الآثار الجانبية الضارة للأمفيتامين متعددة ومتنوعة، وكمية الأمفيتامين المستخدمة هي العامل الأساسي في تحديد احتمالية وحِدّة التأثيرات الضارة. الاستعمال الطويل الأمد لمنتجات الأمفيتامين مثل: الأديرال والدكسدرين والأدوية المكافئة لها لأغراض علاجية مرخصٌ حاليا من قبل إدارة الغذاء والدواء في الولايات المتحدة. الاستعمال الترفيهي للأمفيتامين يكون عادة بجرعات أكبر، وينطوي ذلك على مخاطر أكبر لحدوث تأثيرات جانبية ضارة من الجرعات المستخدمة للأغراض العلاجية.

### البدنية
يمكن أن تشمل الأعراض الجانبية في الجهاز القلبي الوعائي: ارتفاع ضغط الدم أو انخفاظه بسبب استجابة وعائية مبهمية، ظاهرة رينو (انخفاض تدفق الدم لليدين والقدمين)، وتسرع القلب (ارتفاع دقات القلب). قد تشمل الأعراض الجانبية الجنسية لدى الذكور: العنانة، الانتصاب المتواتر، أو الانتصابات المستمرة. من الأعراض الجانبية في الجهاز الهضمي: ألم البطن، الإمساك، الإسهال والغثيان. تشمل الأعراض الجانبية البدنية الأخرى المحتملة: فقدان الشهية، ضبابية الرؤية، جفاف الحلق، صرير الأسنان، نزيف الأنف، التعرق المفرط، التهاب الأنف دوائي المنشأ، عتبة نوبة منخفضة، عرات (نوع من اضطرابات الحركة)، وفقدان الوزن. الأعراض الجانبية البدنية الخطيرة نادرة عادة عند تناول الجرعات الدوائية العلاجية النموذجية.
يحفز الأمفيتامين المراكز التنفسية النخاعية ويُنتج أنفاسا أعمق وأسرع. لدى الفرد العادي وفي الجرعات العلاجية، يكون هذا التأثير غير ملاحَظٍ في العادة، لكنه يكون جليا لدى الأفراد الذين يعانون خللا في التنفس. يسبب الأمفيتامين كذلك انقباض العضلة الدافعة للبول الأمر الذي يسبب عسرا في التبول. يمكن أن يكون هذا التأثير مفيدا في علاج التبول في الفراش والتبول اللاإرادي. تأثيرات الأمفيتامين على القناة الهضمية لا يمكن التنبؤ بها، إذا كان النشاط المعوي مرتفعا فإن الأمفيتامين يمكن أن يخفض الحركة المعدية المعوية (المعدل الذي يتحرك به الطعام في الجهاز الهضمي)، أما إذا كانت العضلات الملساء الخاصة بالقناة مسترخية فإنه يزيد من الحركة المعوية. يملك الأمفيتامين تأثيرا خفيفا من تسكين الألم ويمكنه أن يحسن من تأثيرات تخفيف الألم الخاصة بالأفيونات.
تشير الدراسات التي أجريت في 2011 بتكليف من إدارة الغذاء والدواء في الولايات المتحدة إلى عدم وجود ارتباط بين أحداث الأعرض الجانبية الخطيرة القلبية الوعائية (الموت المفاجئ، النوبة القلبية والسكتة الدماغية) والاستخدام الطبي للأمفيتامين أو عقاقير الأدهد الأخرى لدى الأطفال والشباب والبالغين. مع ذلك، يُمنع الاستطباب بأدوية الأمفيتامين على الأفراد المصابين بمرض قلبي وعائي.

### النفسية
تشمل الأعراض الجانبية الأكثر شيوعا للأمفيتامين عند استخدام جرعات علاجية عادية: زيادة في اليقظة، التوجس، التركيز، المبادرة، الثقة بالذات، التعامل الاجتماعي، تقلبات المزاج (مزاج مرِح يتبعه مزاج متوسط الاكتئاب)، الأرق أو الصحوة، وانخفاض الشعور بالتعب. تشمل الأعراض الأقل شيوعا: القلق، تغيرا في الشهوة، هوس العظمة، التهيجية، سلوكات متكررة أو تعلقية والتململ. يعتمد حدوث هذه التأثيرات على شخصية المتناول للعقار وحالته الذهنية في ذلك الوقت. يمكن أن يحدث ذهان الأمفيتامين (مثل الوهام وجنون الارتياب) عند المتعاطين للعقار بكميات كبيرة.، ورغم أن حدوثه نادر، لكن يمكن للذهان أن يحدث كذلك عند تناول جرعات علاجيات أثناء العلاج طويل الأمد. تبعا لإدارة الغذاء والدواء الأمريكية:"لا يوجد دليل ثابت ومنتظم" أن عقاقير الأمفيتامين تسبب تصرفا عنيفا أو عدائيا.
ثبُت أن الأمفيتامين قد يسبب كذلك تفضيل المكان المشروط للبشر الذين يتناولونه بجرعات علاجية، ويعني ذلك أن الأفراد قد يتطور لديهم تفضيل لقضاء الوقت في الأماكن التي كانوا يتعاطون فيها الأمفيتامين سابقا.

### اضطرابات التعزيز

#### الإدمان
يصاحب التعاطي الترفيهي بجرعات كبيرة للأمفيتامين خطرٌ كبير لحدوث الإدمان، لكن حدوثه غير مرجح عند الاستخدام الطبي طويل الأمد للأمفيتامين بجرعات علاجية.  في الواقع، يخفض علاج الأدهد بالمنبهات الذي بدأ في الطفولة واسمتر طوال الحياة من خطر تطوير اضطرابات تعاطي المادة عند البلوغ.  يلعب فرط التنشيط المرَضِي للمسار الوسطي الطرفي -وهو مسار دوباميني يربط بين المنطقة السقيفية البطنية والنواة المتكئة- دورا مركزيا في الإدمان على الأمفيتامين. يملك الأفراد الذين يتعاطون ذاتيا جرعات كبيرة من الأمفيتامين بشكل متواتر احتمالا أكبر في تطوير إدمان الأمفيتامين، لأن التعاطي المزمن له بجرعات عالية يزيد تدريجيا من مستوى دلتا فوسب (ΔFosB) المتكئي وهو "مفتاح جزيئي" و"بروتين تحكم رئيسي" للإدمان. عندما يبلغ التعبير المفرط عن دلتا فوسب حدا كافيا، يبدأ هذا الأخير في زيادة حدة سلوك الإدمان (السعي القهري للحصول على العقار)، مع زيادة التعبير الجيني عن نفسه. لا يوجد حاليا أدوية فعالة لعلاج إدمان الأمفيتامين، لكن يبدو أن الممارسة المستمرة للتمارين الهوائية تخفض من خطر تطوره. يحسن العلاج بالتمارين الرياضية نتائج العلاج السريري ويمكن أن يُستخدم كعلاج مساند إلى جانب العلاجات السلوكية لعلاج الإدمان.

#### الآليات الجزيئية
يسبب الاستخدام المزمن للأمفيتامين بجرعات مفرطة تغيراتٍ في التعبير الجيني في المسار الوسطي الطرفي والتي تحدث عبر آليات نسخية وفوق جينية. أكثر عوامل النسخ أهمية في إحداث هذه التغيرات هي:دلتا فُوسْبِ  (ΔFosB)، البروتين المرتبط بعنصر الاستجابة لكامب (CREB)، والعامل النووي كابا ب (NF-κB). آلية دلتا فُوسْبِ هي أهم آلية في حدوث الإدمان لأن التعبير المفرط (بمستويات عالية غير طبيعية تسبب بوضوح نمطا ظاهريا مرتبطا بالجين) عن دلتا فوسبِ في العصبونات الشوكية المتوسطة من النوع د1 في النواة المتكئة ضروري وكافٍ لحدوث العديد من التكيفات العصبية ويُنظم العديد من التأثيرات السلوكية (مثل تحسيس المكافأة والإعطاء الذاتي للعقار المتزايد) التي لها علاقة بالإدمان. عندما يُعبر بإفراط عن دلتا فوسبِ بالقدر الكافي، يُسبب هذا الأخير حالة إدمان تتزايد حدتها مع ازدياد التعبير عن دلتا فوسبِ. لدلتا فوسبِ دور في إدمان: الكحول، الكانابينويدات، الكوكايين، ميثيل فينيدات، النيكوتين، الأفيونات، فينسيكليدين، بروبوفول والأمفيتامينات وغيرها.
تعارض وظيفتا ΔJunD -عامل نسخ- وG9a -ناقل ميثيل الهستون- وظيفة دلتا فوسبِ ويمنعان زيادة التعبير عنه. يمكن للتعبير المفرط بالقدر الكافي عن ΔJunD في النواة المتكئة بواسطة النواقل الفيروسية أن يمنع العديد من التغيُّرات العصبية والسلوكية التي تحدث عن الاستخدام المزمن للعقار (أي التغيرات التي يُحدثها دلتا فوسبِ). على نحو مماثل، يَنتج عن التعبير المفرط عن G9a المتكئي زيادةٌ ملحوظة في الميثيلة المزدوجة للايسين رقم 9 في الهستون 3 (التعديل فوق الجيني H3K9me2) ويمنع إحداث اللدونة العصبية والسلوكية المتواسَطة بدلتا فوسبِ عند الاستخدام المزمن للعقار. يتم منع إحداث اللدونة عبر التثبيط المتواسط بـH3K9me2 لعوامل النسخ الخاصة بدلتا فوسبِ وكذلك عبر التثبيط المتواسط بـH3K9me2 لمختلف الأهداف (أي الكينازات والإنزيمات) التي يتآثر معها دلتا فوسبِ (مثل:CDK5). يلعب دلتا فوسبِ كذلك دورا مهما في تنظيم الاستجابات السلوكية نحو المكافآت الطبيعية مثل: الأطعمة المستساغة والجنس والتمارين الرياضية. بما أن المكافأة الطبيعية والعقاقير المسببة للإدمان كلاهما يسبب التعبير عن دلتا فوسبِ ويجعلان الدماغ ينتج المزيد منه، فإن التعاطي المزمن لهذه المكافآت يمكن أن ينتج عنه حالة مرضية مماثلة من الإدمان. بناء على ذلك، دلتا فوسبِ هو أهم عامل في إحداث إدمان الأمفيتامين والإدمان الجنسي المسبَّب بالأمفيتامين، وهي سلوكات جنسية قهرية تنتج من النشاط الجنسي واستخدام الأمفيتامين المفرطيْن. يرتبط هذا الإدمان الجنسي بمتلازمة خلل تنظيم الدوبامين التي تحدث لدى بعض المرضى الذين يتناولون عقاقير دوبامينية الفعل.
تعتمد تأثيرات الأمفيتامين على تنظيم التعبير الجيني على مقدار الجرعة وسبيل تناولها. معظم الأبحاث حول تنظيم التعبير الجيني والإدمان مبنية على دراسات أجريت على الحيوانات أُعطِي فيها الأمفيتامين عن طريق الوريد بجرعات كبيرة جدا. تُظهِر الدراسات القليلة التي استخدمت جرعات علاجية بشرية مكافئة (معدلة حسب الوزن) وكان الإعطاء فيها عن طريق الفم أن هذه التغيُّرات -إذا حدثت- تكون صغيرة نسبيا. يشير ذلك إلى أن الاستخدام الطبي للأمفيتامين ليس له تأثير كبير على تنظيم التعبير الجيني.

##### العلاجات الدوائية
اعتبارا من 2019، لا يوجد علاج دوائي فعال ضد إدمان الأمفيتامين. أشارت دراسات في 2015 و2016 إلى أن الناهضات المنتقية لـTAAR1 لها إمكانية علاجية معتبرة لاستخدمها كدواء ضد إدمان المنبهات النفسية، مع ذلك واعتبارا من 2016، مازالت المركبات المعروف بأنها ناهضات انتقائية لـTAAR1 عقاقير تجريبية. يتواسط حدوث الإدمان زيادة في تنشيط مستقبلات الدوبامين والتموضع المشترك لمستقبلات نمدا معها في النواة المتكئة. تثبط أيونات المغنيسيوم مستقبلات نمدا عبر حصر قناة الكالسيوم المستقبلة. اقترحت إحدى المراجعات بناء على تجارب حيوانية أن الاستخدام المَرَضي (المسبب للإدمان) للمنبهات النفسية يُخفض مستويات المغنيسيوم داخل الخلوي في الدماغ. وأن العلاج بمكملات المغنيسيوم أظهر بأنه يُخفض من الإعطاء الذاتي للأمفيتامين لدى البشر، لكنه غير فعال كعلاج أحادي ضد إدمان الأمفيتامين.
قيمت مراجعة منهجية وتحليل تلوي في 2019 فعالية 17 علاجا دوائيا مختلفا استُخدم في تجربة مُحكَّمَة معشاة لعلاج إدمان الأمفيتامين والميثأمفيتامين ولم تجد سوى دليلا ضعيف القوة على أن ميثيل فينيدات يمكن أن يُخفض من الإعطاء الذاتي للأمفيتامين أو الميثأمفيتامين. كان هنالك دليل منخفض إلى متوسط القوة على عدم وجود فائدة لمعظم الأدوية الأخرى المستخدمة في التجارب المُحكّمة المعشاة، وشملت هذه الأدوية: مضادات الاكتئاب (بوبروبيون، ميرتازابين، سيرترالين)، مضادات الذهان (أريبيبرازول)، مضادات الصرع (توبيرامات، باكلوفين، غابابنتين)، نالتريكسون، فارينيكلين، سيتيكولين، أوندانسيترون، غاباسينك، ريلوزول، أتوموكسيتين، دكستروأمفيتامين ومودافينيل.

##### العلاجات السلوكية
في 2018، وجدت مراجعة منهجية وتحليل تلوي شبكي لـ50 تجربة تضمنت 12  تدخلا نفسيا اجتماعيا مختلفا ضد إدمان الأمفيتامين والميثأمفيتامين والكوكايين أن العلاج المركب من إدارة العوارض ونهج التعزيز المجتمعي كان الأكثر فعالية (معدل الامتناع عن التعاطي) وقبولية (أقل معدل لانسحاب المشاركين). تشمل أشكال العلاج الاخرى التي اختُبرت في هذا التحليل: العلاج الأحادي بإدارة العوارض أو نهج التعزيز المجتمعي، العلاج السلوكي الإدراكي، برنامج الـ12 خطوة، العلاجات القائمة على المكافأة غير العارضة، العلاج النفسي الديناميكي، وعلاجات مركبة أخرى تضمنت توليفات من هذه العلاجات.
فضلا عن ذلك، تقترح الأبحاث حول التأثيرات العصبية والحيوية للتمارين الرياضية أن التمارين الهوائية اليومية وخاصة تمارين التحمل مثل ركض الماراثون تمنع تطور إدمان العقاقير وأنها علاج مساند فعال ضد إدمان الأمفيتامين. تؤدي التمارين إلى نتائج علاجية أفضل حين تُستخدم كعلاج مساعد، وخاصة عند علاج إدمان المنبهات النفسية. بشكل خاص، تخفض التمارين الهوائية الإعطاء الذاتي للمنبهات النفسية وتخفض عودة سلوك (الانتكاس) السعي خلف العقار، وتُحدث زيادة في كثافة مستقبل الدوبامين د2 في الجسم المخطط. وهذه النتيجة معاكسة لنتيجة تعاطي المنبهات التي تخفض من كثافة مستقبل الدوبامين د2 في الجسم المخطط. أفادت إحدى المراجعات بأن التمارين الرياضية يمكن أن تمنع إدمان العقاقير كذلك عبر تغيير التفاعلية المناعية لدلتا فوسبِ وFOS في الجسم المخطط أو أجزاء أخرى من نظام المكافأة.
| هيئة اللدونة العصبية أو اللدونة السلوكية                                     | نوع المعزز                                           | نوع المعزز                                  | نوع المعزز                | نوع المعزز            | نوع المعزز                 | نوع المعزز | المصادر |
| هيئة اللدونة العصبية أو اللدونة السلوكية                                     | الأفيونات                                            | المنبهات النفسية                            | طعام غني بالدهون أو السكر | الجماع                | التمارين الرياضية (هوائية) | إثراء بيئي | المصادر |
| ---------------------------------------------------------------------------- | ---------------------------------------------------- | ------------------------------------------- | ------------------------- | --------------------- | -------------------------- | ---------- | ------- |
| التعبير عن Δفوسب في العصبونات الشوكية المتوسطة من النوع 1 في النواة المتكئة. | ↑                                                    | ↑                                           | ↑                         | ↑                     | ↑                          | ↑          | [ 97 ]  |
| لدونة سلوكية                                                                 |                                                      |                                             |                           |                       |                            |            |         |
| زيادة التعاطي                                                                | نعم                                                  | نعم                                         | نعم                       |                       |                            |            | [ 97 ]  |
| التحسس العابر للمنبه النفسي                                                  | نعم                                                  | غير قابل للتطبيق                            | نعم                       | نعم                   | موهّن                       | موهّن       | [ 97 ]  |
| الإعطاء الذاتي للمنبه النفسي                                                 | ↑                                                    | ↑                                           | ↓                         |                       | ↓                          | ↓          | [ 97 ]  |
| تفضيل المكان المشروط للمنبه النفسي                                           | ↑                                                    | ↑                                           | ↓                         | ↑                     | ↓                          | ↑          | [ 97 ]  |
| إعادة سلوك السعي خلف المخدرات                                                | ↑                                                    | ↑                                           |                           |                       | ↓                          | ↓          | [ 97 ]  |
| لدونة كيميائية عصبية                                                         |                                                      |                                             |                           |                       |                            |            |         |
| فسفرة CREB في النواة المتكئة                                                 | ↓                                                    | ↓                                           | ↓                         |                       | ↓                          | ↓          | [ 97 ]  |
| استجابة دوبامين محسسة في النواة المتكئة                                      | لا                                                   | نعم                                         | لا                        | نعم                   |                            |            | [ 97 ]  |
| تأشير بالدوبامين معدّل في الجسم المخطط                                        | ↓مدد2، ↑مدد3                                         | ↑مدد1، ↓مدد2، ↑مدد3                         | ↑مدد1، ↓مدد2, ↑مدد3       |                       | ↑مدد2                      | ↑مدد2      | [ 97 ]  |
| تأشير أفيوني معدّل في الجسم المخطط                                            | لا تغيير ↑مستقبلات الأفيونيد μ ↑مستقبلات الأفيونيد κ | ↑مستقبلات الأفيونيد μ ↑مستقبلات الأفيونيد κ | ↑مستقبلات الأفيونيد μ     | ↑مستقبلات الأفيونيد μ | لا تغيير                   | لا تغيير   | [ 97 ]  |
| تغيّرات في الببتيدات الأفيونيدية بالجسم المخطط                                | ↑دينورفين لا تغيير: إنكيفالين                        | ↑دينورفين                                   | ↓إنكيفالين                |                       | ↑دينورفين                  | ↑دينورفين  | [ 97 ]  |
| اللدونة المشبكية الوسطية القشرية الطرفية                                     |                                                      |                                             |                           |                       |                            |            |         |
| عدد الزوائد الشجرية في النواة المتكئة                                        | ↓                                                    | ↑                                           |                           | ↑                     |                            |            | [ 97 ]  |
| كثافة الشوكات التغصنية في النواة المتكئة                                     | ↓                                                    | ↑                                           |                           | ↑                     |                            |            | [ 97 ]  |

#### الاعتماد والامتناع
يتطور تحمل الدواء بسرعة عند إساءة استخدام الأمفيتامين (الاستخدام الترفيهي للأمفيتامين) لذلك يتطلب تعاطي العقار لفترات طويلة جرعات أكبر بشكل متزايد من أجل تحقيق نفس التأثير. تبعا لمراجعة قامت بها مؤسسة كوكرين حول الامتناع لدى الأفراد الذين يستخدمون الأمفيتامين والميثأمفيتامين قهريا: "حين يتوقف  متعاطوا الأمفيتامين بكميات كبيرة لفترة طويلة عن استخدامه فجأة، أبلغ العديد عن متلازمة امتناع محدودة الزمن تحدث خلال 24 ساعة بعد آخر جرعة لهم." أشارت هذه المراجعة إلى أن أعراض الامتناع لدى المتعاطين بشدة ولفترات طويلة تكون متواترة وتحدث لدى حوالي 88% من الحالات وتستمر 3 إلى 4 أسابيع مع حدوث مرحلة "انهيار" ملحوظة خلال الأسبوع الأول. يمكن أن تشمل أعراض الامتناع عن الأمفيتامين: القلق، اشتهاء العقار، مزاج مكتئب، التعب، زيادة الشهية، زيادة الحركة أو قلة الحركة، عدم وجود الحافز، الأرق أو النعاس، والأحلام الصافية. ذكرت المراجعة أن حدة أعراض الامتناع مرتبطة ايجابيا مع عمر الفرد ومدى اعتمادهم على المادة. يمكن تجنب الأعراض الانسحابية الخفيفة الناتجة عن توقف استعمال الأمفيتامين بجرعات علاجية عبر تخفيض الجرعة.

## الجرعة المفرطة
قد تُسبِّب الجُرْعَة المُفْرِطة من الأمفيتامين أعراضًا عديدة مختلفة، ولكنها نادرًا ما تكون مُميتة عند الرعاية الملائمة. تزداد شدة أعراض الجرعة المفرطة مع زيادة التجربع، وتنقص مع تَحَمُّل الدواء للأمفيتامين.  ومن المعروف أن المُتَحَمِّلين يتناولون مقدار 5 غرامات من الأمفيتامين في اليوم، أي ما يقرب من 100 ضعف الجرعة العلاجية القصوى. عادةً ما يُسبب تسمم الأمفيتامين المُميت تشنجات وغيبوبة. ولقد أسفرت جرعات مُفْرِطة من الأمفيتامين، والميثامفيتامين، ومركبات أخرى تسببت باضطراب تعاطي الأمفيتامين عمَّا يَقرُب من 3788 حالة وفاة عالمية عامَ 2013 (3،425 - 4،145 حالة، نسبة الثقة 95%)؛ تُجدوَل أعراض الجرعة المتوسطة والكبيرة للغاية (الشديدة) أدناه. 
| الجهاز                | الجرعة المفرطة الضعيفة أو المتوسطة                              | الجرعة المفرطة الشديدة |
| --------------------- | --------------------------------------------------------------- | --- |
| الجهاز الدوري         | - شذوذ ضربات القلب - ارتفاع ضغط الدم أو انخفاضه                 | - صدمة قلبية (عدم ضخ القلب كمية كافية من الدم) - نزف مخي (نزيف في المخ) - وَهَط دوراني (فشل جزئي أو كلي في الجهاز الدوري)                                                                              |
| الجهاز العصبي المركزي | - ارتباك - فرط المنعكسات - هَياج حاد - رُعاش (نَفَضان عضليّ لاإراديّ) | - ذُهان الأمفيتامين الحاد (مثل الأوهام، وجنون الارتياب) - حركة قهرية وتكرارية - متلازمة السيروتونين (نشاط العصب سيروتوني الفعل المُفرِط) - مُتلازمة سُميَّة مُحاكية الوديّ (نشاط العصب أدرينالي الفعل المُفرِط) |
| الجهاز العضلي الهيكلي | - ألم عضلي                                                      | - انحلال الرُّبَيْدَات (انحلال عضلي سريع) |
| الجهاز التنفسي        | - تنفس سريع                                                     | - وَذَمَة رِئَوِيَّة (تراكُم السوائل في الرئتين) - فرط ضغط الدم الرئوي (ارتفاع ضغط الدم في الجذع الرئوي) - قُلاء تَنَفُسِي (انخفاض غاز CO2 في الدم)                                                                |
| الجهاز البولي         | - عُسر التبول - احتباس البول (عجز في التَّبَوَُل)                     | - انقطاع البول - فشل كلوي |
| أُخرَى                  | - ارتفاع درجة حرارة الجسم - توسع حدقة العين                     | - فرط بوتاسيوم الدم أو نقصه - فرط السخونة (ارتفاع درجة حرارة الجسم للغاية) - حُمَاض أَيْضِيّ (فرط حموضة الجسم)                                                                                             |

### السُمِّيَة
تُسبِّب الجُرعة الكبيرة من الأمفيتامين في القوارض والرئيسيات سمية عصبية دوبامينيَّة، أو تلفًا في عصبونات الدوبامين يتميزُ بتَنَكُّسٍ انتهائيٍّ للدوبامين واختزال وظيفة النواقل والمستقبلات. ولكن لا دليل على أن الأمفيتامين سام عصبيًّا مباشرةً عند البشر.  إلَّا أن الجُرعات الكبيرة من الأمفيتامين قد تُسبِّب سُميَّةً عصبيَّةً دوبامينيَّة مُباشرةً نتيجةً لفرط السخونة، والتَشَكُّل المُفرِط لمركبات الأكسجين التفاعلية، وزيادة الأكسدة الذاتيَّة للدوبامين.
تُشير النماذج الحيوانية للسُمية العصبية الناتجة عن التَّعرُّض لجُرعة كبيرة من الأمفيتامين إلى ضرورة حدوث السخونة المفرطة (أي أن درجة حرارة الجسم المركزية ≥ 40 °م) لتطور السمية العصبية المُحدَّثة بالأمفيتامين.  ويجْدَرُ أن تُعزِّزَ الارتفاعاتُ المُطوَّلةُ لدرجة حرارة الدماغ فوق 40 °م تطوّرَ السُّميَّة العصبيَّة المُحدَّثة بالأمفيتامين عند حيوانات المختبرات بتسهيل إنتاج مركبات الأكسجين التفاعلية، وتعطيل وظيفة البروتين الخلوي، وزيادة نَفوذِيَّة الحاجز الدموي الدماغي (BBB) بصفة عابرة.

### الذُّهان
يُمكن لجُرعة مُفْرِطة من الأمفيتامين أن تُحدِّث ذُهانًا منبِّهًا يُسبب مجموعة متنوعة من الأعراض مثل الأوهام وجنون الارتياب. تُشير مُراجَعة لمؤسسة كوكرين حول علاج الأمفيتامين، ودِكستروأمفيتامين، وحالات ذهان الميثامفيتامين إلى أن قُرابة 5 - 15% من المُتعاطين يَعيون بالشفاء التام. ووفقًا للمُراجعة تُظهِر تجربة واحدة على الأقل أن الأدوية المضادة للذهان تحل بفاعليّة من أعراض ذُهان الأمفيتامين الحادة. قَلَّمَا ينشأ الذُّهان نتيجة الاستخدام العلاجي للأمفيتامين.

## تآثرات العقار
تتآثر العديد من أنواع المواد مع الأمفيتامين وينتج عن ذلك فعل عقار أو استقلاب معدلين للأمفيتامين أو للمادة المتآثرة معه أو لكليهما. ستطيل مثبطات الإنزيمات التي تستقلب الامفيتامين (مثل سيتوكروم 2D6 وFMO3) عمر النصف الحيوي له ما يعني أن تأثيراته ستستمر لمدة أطول. يتآثر الأمفيتامين كذلك مع مثبطات أكسيداز أحادي الأمين، وبشكل خاص مع مثبطات أكسيداز أحادي الأمين أ. بما أن كلاً من مثبطات أكسيداز أحادي الأمين والأمفيتامين تزيد مستويات الكاتيكولامينات في بلازما الدم (النورإبينفرين والدوبامين)، فإن الاستخدام المتزامن لكليهما خطير. يُعدل الأمفيتامين نشاط معظم العقاقير نفسية المفعول، ويمكن أن يخفض الأمفيتامين بشكل خاص تأثيرات المهدئات أو المكئِّبات ويزيد تأثيرات المنبهات ومضادات الاكتئاب. يمكن أن يُخفض الأمفيتامين كذلك تأثيرات خافضات ضغط الدم ومضادات الذهان بسبب تأثيراته على ضغط الدم والدوبامين على التوالي. يمكن أن تخفض مكملات الزنك الجرعة الصغرى المؤثرة للأمفيتامين حين تُستخدم كعلاج للأدهد.
عموما، لا يوجد تآثر مهم حين يُستهلك الأمفيتامين مع الطعام، لكن الأس الهيدروجيني الخاص بالمحتوى المعدي المعوي يؤثر على امتصاص وطرح الأمفيتامين على التوالي. تُخفض المواد الحمضية من امتصاص الأمفيتامين وتزيد الطرح البولي له، والمواد القلوية تفعل العكس. بسبب تأثير الأس الهيدروجيني على الامتصاص والطرح، يتآثر الأمفيتامين كذلك مع مخفضات الحموضة المعدية مثل: مثبطات مضخة البروتون ومضاد مستقبلات الهستامين هـ2 التي تزيد الأس الهيدروجيني المعدي المعوي (تجعل الوسط المعدي المعوي أقل حموضة).

## علم الأدوية

### الديناميكا الدوائية
يمارس الأمفيتامين تأثيراته السلوكية عبر تعديل استخدام أحاديات الأمين كنواقل للإشارات العصبونية في الدماغ، وبالتحديد في العصبونات التي تستخدم الكاتيكولامينات في مسارات المكافأة والوظائف التنفيذية بالدماغ. تزداد تراكيز النواقل العصبية التي لها دور رئيسي في نظام المكافأة والوظائف التنفيذية (الدوبامين والنورإبينفرين) بشكل كبير حسب جرعة الأمفيتامين، وذلك بسبب تأثيراته على نواقل أحادي الأمين. ترجع تأثيرات الأمفيتامين المروِّجة للتعزيز والتميز التحفيزي في الغالب إلى نشاط دوبامني محسَّنٍ في المسار الوسطي الطرفي. تعتمد تأثيرات الشمق والتحفيز الحركي الخاصة بالأمفيتامين على الكمية والسرعة التي تزيد بها تراكيز الدوبامين والنورإبينفرين في الجسم المخطط.
الأمفيتامين ناهض تام وقوي للمستقبل المرتبط بالأمين النزر1 (تاار1) (مستقبل مقترن بالبروتين غ  مقترن مع الوحدة فرعية ألفا Gs والوحدة فرعية ألفا Gq اكتُشف سنة 2001) وهو مهم لتنظيم أحاديات الأمين. يزيد تنشيط تاار1 من إنتاج كامب عبر تنشيط محلقة الأدينيلات ويثبط وظيفة ناقل أحادي الأمين. تملك المستقبلات الذاتية لأحادي الأمين (مثل  د2 القصير، α2 قبل المشبكي، و5-HT1A قبل المشبكي) تأثيرات معاكسة لتأثير تاار1، ومعا توفر هذه المستقبلات نظاما لتنظيم أحاديات الأمين. تملك الأمينات النزرة والأمفيتامين ألفة عالية لتاار1، ولا تملكها للمستقبلات الذاتية لأحاديات الأمين الأخرى. أشارت الدراسات التصويرية إلى أن تثبيط استرداد أحادي الأمين الذي تسببه الأمينات النزرة والأمفيتامين متعلق بالموقع (يحدث في مواقع محددة) ويعتمد على التموضع المشترك لتاار1 مع مستقبلات أحادي الأمين في العصبونات الخاصة بها.
فضلا عن ناقلات أحاديات الأمين العصبونية، يُثبط الأمفيتامين كذلك  كِلا ناقلي أحادي الأمين الحويصليين VMAT1 وVMAT2 ويثبط كذلك  SLC1A1 وSLC22A3 وSLC22A5.‏ SLC1A1 هو ناقل الحمض الأميني الاستثاري 3 (EAAT3) وهو ناقل غلوتامات يتواجد في العصبونات، SLC22A3 هو ناقل أحادي أمين خارج عصبوني يتواجد في الخلايا النجمية، وSLC22A5 هو ناقل كارنتين عالي الألفة. معروف كذلك أن الأمفيتامين يسبب بقوة التعبير الجيني عن النسخة المنظمة بالكوكايين والأمفيتامين (كارت)، وهو ببتيد عصبي له دور في سلوك التغذية، الضغط النفسي والمكافأة، ويُحدث زيادات ملحوظة في نمو العصبونات والبقاء على قيد الحياة في التجارب المختبرية. مستقبِل كارت لم يُحدد بعد، لكن توجد أدلة معتبرة على أن كارت يرتبط بمستقبل مقترن بالبروتين غ (GPCR) مقترن بالوحدة فرعية ألفا Gi فريد. يُثبط الأمفيتامين كذلك أكسيدازات أحادي الأمين عند تناوله بجرعات كبيرة، الأمر الذي ينتج عنه استقلاب أقل لأحاديات الأمين والأمينات النزرة وهو ما يزيد من تراكيز أحاديات الأمين المشبكية. لدى البشر، المستقبل بعد المشبكي الوحيد المعروف بأن الأمفيتامين يرتبط معه هو مستقبل 5-HT1A ويتصرف هنالك كناهض  ذي ألفة ميكرومولية منخفضة.
يتأتى البروفيل الكامل لتأثيرات عقار الأمفيتامين قصيرة المدى على البشر غالبا عبر زيادة في الاتصال الخلوي أو زيادة في النقل العصبي للدوبامين، السيروتونين، النورإبينفرين، الأدرينالين، الهستامين، ببتيدات كارت، الأفيونيدات داخلية المنشأ، الهرمون الموجه لقشر الكظر، الكورتيكوستيرويدات، والغلوتامات. ويؤثر على هذه المركبات من خلال تآثرات مع: كارت، مستقبل 5-HT1A، ناقل الحمض الأميني الاستثاري 3، المستقبل المرتبط بالأمين النزر1، ناقل أحادي الأمين الحويصلي 1، ناقل أحادي الأمين الحويصلي 2 وربما مستقبلات بيولوجية أخرى. يُنشِّط الأمفيتامين كذلك سبع أنهيدرازات كربونية بشرية، يُعبَّر عن العديد منها في الدماغ البشري.
دكستروأمفيتامين ناهض أكثر قوة لتاار1 من ليفوأمفيتامين. ولذلك يسبب دكستروأمفيتامين تنشيطا أكبر للجهاز العصبي المركزي -حوالي ثلاث أو أربع مرات أكثر- لكن ليفوأمفيتامين يملك تأثيرات أكثر قوة بقليل على القلب والأوعية والجهاز العصبي المحيطي.

#### الدوبامين
في مناطق معينة من الدماغ، يزيد الأمفيتامين من تركيز الدوبامين في الشق المشبكي. يمكن أن يدخل الأمفيتامين إلى العصبونات قبل المشبكية إما عبر ناقل الدوبامين أو عن طريق الانتشار عبر الغشاء العصبوني مباشرة. كنتيجة لدخوله عبر ناقل الدوبامين، يسبب الأمفيتامين تثبيط استرداد تنافسي عند الناقل. عقِب دخوله إلى العصبون قبل المشبكي، ينشط الأمفيتامين تاار 1 الذي يتسبب في فسفرة ناقل الدوبامين عبر تأشير بواسطة كيناز البروتين أ (PKA) وكيناز البروتين سي (PKC). يمكن أن ينتج عن الفسفرة بواسطة أيٍّ من الكينازين  إدخال ناقل الدوبامين إلى داخل العصبون (تثبيط استرداد غير تنافسي)، ولكن تُحدِث الفسفرة بواسطة كيناز البروتين سي وحده نقلا عكسيا للدوبامين بواسطة ناقل الدوبامين (أي خروج الدوبامين).  معلومٌ كذلك أن الأمفيتامين يزيد الكالسيوم داخل الخلوي، وهو تأثير له صلة بفسفرة ناقل الدوبامين عبر مسار غير محدد يعتمد على كيناز البروتين المعتمد على الكالسيوم/ الكالموديولين (كامك)، والذي يتسبب بدوره في خروج الدوبامين. يُخفض تاار1 معدل إطلاق العصبون الدوباميني عبر التنشيط المباشر  لقنوات بوتاسيوم مقومة داخليا مقترنة بالبروتين ج وهو ما يمنع حدوث حالة دوبامينية الفعل مفرطة.
الأمفيتامين هو  كذلك ركيزة لناقل أحادي الأمين الحويصلي قبل المشبكي ڤِمات2. عقِب دخوله (امتصاصه) بواسطة  ڤِمات2، يسبب الأمفيتامين انهيار مدروج الأس الهيدروجيني في الحويصلة، مما يؤدي إلى تحرير جزيئات الدوبامين من الحويصلات المشبكية إلى العصارة الخلوية بواسطة ڤِمات2. بعد ذلك، تُحرَّر جزيئات الدوبامين المتواجدة في العصارة الخلوية للعصبون قبل المشبكي في الشق المشبكي عن طريق النقل العكسي بواسطة ناقل الدوبامين.

#### نورإبينفرين
على غرار الدوبامين، يزيد الأمفيتامين -حسب الجرعة- من مستوى النورإبينفرين المشبكي، وهو البروتين الأولي المباشر للإبينفرين. استنادا على التعبير العصبوني عن الرنا الرسول الخاص بتاار1، يُعتقد أن الأمفيتامين يؤثر على النوربينفرين بطريقة مماثلة لتأثيره على الدوبامين. بعبارة أخرى، يُسبب الأمفيتامين خروج النورإبينفرين إلى الشق المشبكي بواسطة تاار1، ويُحدث تثبيط استرداد غير تنافسي عبر فسفرة ناقل النورإبينفرين، وتثبيط استرداد تنافسي في ناقل النورإبينفرين عند دخوله منه، ويسبب تحرير النورإبينفرين من الحويصلات عبر ڤِمات2.

#### سيروتونين
يمارس الأمفيتامين تأثيرات مماثلة -ولكن أقل تجليا- على السيروتونين كما يفعل على الدوبامين والنورإبينفرين. يؤثر الأمفيتامين على السيروتونين عبر ڤِمات2 وكما هو الحال مع النوربينفرين يُعتقد أنه يسبب فسفرة ناقل السيروتونين بواسطة تأشير تبدأ عند الارتباط بتاار1. على غرار الدوبامين، للأمفيتامين ألفة  ميكرومولية منخفضة لمستقبل 5-HT1A البشري.

#### نواقل عصبية، ببتيدات، هرمونات وإنزيمات أخرى
| الإنزيم | KA (nM) | المصادر         |
| ------- | ------- | --------------- |
| hCA4    | 94      | [ 166 ]         |
| hCA5A   | 810     | [ 166 ] [ 170 ] |
| hCA5B   | 2560    | [ 166 ]         |
| hCA7    | 910     | [ 166 ] [ 170 ] |
| hCA12   | 640     | [ 166 ]         |
| hCA13   | 24100   | [ 166 ]         |
| hCA14   | 9150    | [ 166 ]         |

يزيد التعاطي الشديد للأمفيتامين لدى البشر من إنتاج وتحرير الأفيونيدات داخلية المنشأ في عدة بُنى دماغية في نظام المكافأة. ثبت أن مستويات الغلوتامات -وهو الناقل العصبي الاستثاري الرئيسي في الدماغ- خارج الخلوية تزيد في الجسم المخطط عقب تناول للأمفيتامين. يُفترض أن هذه الزيادة في الغلوتامات خارج الخلوي تحدث عبر الإدخال المسبَّبِ بواسطة الأمفيتامين لناقل الحمض الأميني الاستثاري 3 وهو ناقل يسترد الغلوتامات يتواجد في عصبونات الدوبامين. يسبب الأمفيتامين التحرير الانتقائي للهستامين من الخلايا البدينة وخروجه من العصبونات هستامينية المفعول عن طريق ڤِمات2. يمكن أن يزيد التعاطي الشديد للأمفيتامين كذلك من مستويات الهرمون الموجه لقشر الكظرية والكورتيكوستيرويد في بلازما الدم عبر تحفيز المحور الوطائي النخامي الكظري. ليس للأمفيتامين تأثير مباشر على النقل العصبي للأستيل كولين، ولكن أشارت العديد من الدراسات إلى أن تحرير الأسيتيل كولين يزداد بعد تناوله. في الحيوانات، يزيد الأمفيتامين من مستويات الأسيتيل كولين في مناطق معينة من الدماغ وهو تأثير ينتج من تآثرات له مع الاتجاه.
في ديسمبر 2017، نُشرت أول دراسة لتقييم التآثر بين الأمفيتامين وإنزيمات الأنهيدراز الكربونية البشرية، ووجدت أن الأمفيتامين ينشِّط بشكل فعال سبعة من أصل 11 إنزيم أنهيدراز كربوني تم فحصها، ومن بين تلك الإنزيمات السبع يُعبَّر عن أربعة منها بشكل كبير في الدماغ البشري، تنشط هذه الأنهيدرازات الكربونية بتراكيز نانومولية إلى ميكرومولية منخفظة من الأمفيتامين (الجدول). استنادا إلى أبحاث قبل سريرية، يسبب تنشيط الأنهيدراز الكربوني الدماغي تأثيرات تعزز الإدراك  ولكن بناء على الاستخدام السريري لمثبطات الأنهيدراز الكربوني قد يرتبط تنشيط الأنهيدراز الكربوني في الأنسجة الأخرى بتأثيرات ضارة مثل الزرق.

### الحركيات الدوائية
يختلف التوافر الحيوي الفموي للأمفيتامين باختلاف الباهاء (pH) الهضمي، حيث يُمتص جيدا من القناة الهضمية ويكون التوافر الحيوي عادة أكثر من 75٪ للدكستروأمفيتامين. الأمفيتامين قاعدة ضعيفة مع ثابت تفكك الحمض يساوي 9.9 لذلك عندما يكون الباهاء قاعديا، يكون مزيدٌ من الدواء على هيئة قاعدة حرة قابلة للذوبان في الدهن ، ويُمتصُّ المزيد منه بواسطة أغشية الخلايا الغنية بالليبيد الخاصة بظهارة القناة الهضمية. في المقابل، حين يكون الباهاء حمضيا فذلك يعني أن معظم الدواء على هيئة كاتيونية (ملح) قابلة للذوبان في الماء، ويُمتص بقدر أقل. حوالي 20٪ من الأمفيتامين المنتشر في مجرى الدم مرتبط ببروتينات البلازما. عقِب الامتصاص، يتوزع الأمفيتامين بسهولة في معظم أنسجة الجسم مع تركيزات عالية تظهر في السائل الدماغي الشوكي وأنسجة الدماغ.
عمر النصف الخاص بمصاوغات الأمفيتامين المرآتية  مختلف ويتغير بتغير باهاء البول. في باهاء البول الطبيعي، عمر النصف الخاص بالدكستروأمفيتامين والليفوأمفيتامين هو 9-11 ساعة و11-14 ساعة على التوالي. يُخفِّض البول عالي الحموضة  عمر النصف الخاص بالمصاوغ المرآتي إلى 7 ساعات ويزيد البول عالي القلوية عمر النصف إلى 34 ساعة. يبلغ التحرير الآني والتحرير الممتد لأملاح كلا المتصاوغين ذروة التراكيز في البلازما خلال 3 ساعات و7 ساعات بعد تناول الجرعة على التوالي. تتم إزالة الأمفيتامين عن طريق الكلى، حيث يُطرح 30-40٪ من الدواء دون تغيير عند باهاءٍ بوليٍّ طبيعي. حين يكون الباهاء البولي قاعديا، يكون الأمفيتامين على هيئة القاعدة الحرة ولذلك يُطرح بقدر أقل. حين يكون باهاء البول غير طبيعي، يمكن أن تتراوح نسبة استرداد الأمفيتامين في البول بين قدر أقله 1٪ وأقصاه 75٪ وذلك غالبا حسب ما إذا كان البول قاعديا أو حمضيا على التوالي. عقب تناوله عن طريق الفم، يظهر الأمفيتامين في البول خلال 3 ساعات.  يُزال حوالي 90٪ من الأمفيتامين المستهلك بعد 3 أيام من آخر جرعة فموية.
اللسدكسامفيتامين عقار أولي للدكستروأمفيتامين وهو غير حساس للباهاء مثل الأمفيتامين حين يُمتص في الجهاز الهضمي. عقب امتصاصه إلى مجرى الدم، يُحوّل لسدكسامفيتامين بالكامل إلى دكستروأمفيتامين والحمض الأميني L-لايسين بواسطة خلايا الدم الحمراء عن طريق الحلمأة بواسطة إنزيمات أمينو ببتيداز غير محددة. هذه هي الخطوة المحدِّدة للمعدل في التنشيط الحيوي للسدكسامفيتامين. يبلغ عمر نصف الإزالة الخاص باللسدكسامفيتامين عموما أقل من ساعة واحدة. بسبب التحويل الضروري للسدكسامفيتامين إلى دكستروأمفيتامين، تصل مستويات الدكستروأمفيتامين مع ليسديكسامفيتامين إلى ذروتها متأخرة بحوالي ساعة واحدة مقارنة بجرعة مكافئة من دكستروأمفيتامين آنية التحرر.  يُظهِر إعطاء ليسديكسامفيتامين عن طريق الوريد زيادة كبيرة في وقت الوصول إلى الذروة وانخفاضا في مستويات الذروة مقارنة بالإعطاء الوريدي لجرعة مكافئة من ديكستروأمفيتامين ويفترض أن ذلك بسبب خطوة تنشيطه بواسطة خلايا الدم الحمراء المحدِّدة لمعدل التفاعل.  الحركيات الدوائية للسدكسامفيتامين متماثلة بغض النظر عما إذا كان إعطاؤه تم عبر الفم أو الأنف أو الوريد. لذلك وخلافا للدكستروأمفيتامين، فإن إعطاءه بالحقن لا يعزز من تأثيراته الشخصية. بسبب سلوكه كعقار أولي وبسبب اختلافاته في الحركيات الدوائية، يملك ليسديكسامفيتامين تأثيرا علاجيا أطول من الدكستروأمفيتامين آني التحرير وإحتمالية إساءة استخدامه تكون أقل.
سيتوكروم 2D6، بيتا-هيدروكسيلاز الدوبامين (DBH)، أحادي الأكسيجيناز المحتوي على الفلافين 3 (FMO3)، ليغاز كوأ-بوتيرات (XM-ligase)، ناقل أسيل-N الغليسين (GLYAT) هي الإنزيمات التي يُعرف بأنها تستقلب الأمفيتامين أو مستقلباته لدى البشر. للأمفيتامين منتجات استقلابية متنوعة يتم طرحها ومنها: 4-هيدروكسيأمفيتامين، 4-هيدروكسينورإفدرين، 4-هيدروكسيفينيلأسيتون، حمض البنزويك، حمض الهيبوريك، نورإفدرين وفينيلأسيتون. محاكيات الودي النشطة من بين هذه المستقلبات هي: 4-هيدروكسي أمفيتامين و4-هيدروكسي نورإفدرين ونورإفدرين. تتضمن المسارات الأيضية الرئيسية: هيدروكسلة بارا عطرية، هيدروكسلة ألفا وبيتا أليفاتية، أكسدة-N، نزع ألكيل-N ونزع أمين. تشمل المسارات الأيضية المعروفة والمستقلبات القابلة للاكتشاف والإنزيمات المستقلبة في البشر ما يلي:

### الميكروبيوميات الدوائية
يختلف الميتاجينوم البشري (أي مجموع التركيبات الجينية للفرد وجميع الكائنات الدقيقة التي تعيش على جسمه أو بداخله) اختلافا معتبرا بين الأفراد. نظرا لأن العدد الإجمالي للكائنات الميكروبية والفيروسية في جسم الإنسان (أكثر من 100 تريليون) يفوق عدد الخلايا البشرية بشكل كبير (عشرات التريليونات)، هنالك إمكانية كبيرة لحدوث تآثرات بين الأدوية وميكروبيوم الفرد منها: تغيير الأدويةِ لتكوين الميكروبيوم البشري، استقلاب الدواء عن طريق الإنزيمات الميكروبية ما يُعدّل بروفيل الحركيات الدوائية الخاص بالدواء، استقلاب الدواء  الميكروبي الذي يؤثر على الفعالية السريرية للدواء وبروفايل سميته. يُعرف المجال الذي يدرس هذه التآثرات باسم: علم الميكروبيوم الدوائي.
على غرار معظم الجزيئات الحيوية والمواد الغريبة (مثل الأدوية) التي تُعطى عن طريق الفم، يُتوقع أن يخضع الأمفيتامين لاستقلاب تعددي بواسطة الميكروبات المعوية البشرية (البكتيريا بشكل أساسي) قبل امتصاصه إلى مجرى الدم. في عام 2019 تم التعرف  على أول إنزيم ميكروبي يستقلب الأمفيتامين وهو أكسيداز التيرامين في سلالة من الإشريكية القولونية الموجودة عادة في الأمعاء البشرية.  وُجِد أن هذا الإنزيم يستقلب الأمفيتامين والتيرامين والفينيثيلامين بألفة ارتباط متساوية تقريبا لجميع المركبات الثلاثة.

### مركبات داخلية المنشأ ذات صلة
للأمفيتامين بنية ووظيفة مشابهتين جدا للأمينات النزرة داخلية المنشأ وهي جزيئات طبيعية الظهور تعمل كمعدِّلات عصبية يتم إنتاجها في الجسم والدماغ. المركبات الأقرب صلة للأمفيتامين بين الأمينات النزرة هما: الفينيثيلامين -المركب الأصل للأمفيتامين- وN-ميثيل فينيثيلامين، وهو مصاوغ للأمفيتامين (أي أنه يملك صيغة جزيئية مماثلة). لدى البشر، يُنتج الفينيثيلامين مباشرة من L-فينيل ألانين بواسطة إنزيم نازعة كربوكسيل الحمض الأميني العطري (AADC) الذي يحول ليفودوبا إلى الدوبامين كذلك. من جهة أخرى، يُستقلب الفينيثيلامين إلى N-ميثيل فينيثيلامين بواسطة ناقلة ميثيل-N فينيل إيثانولامين وهو نفس الإنزيم الذي يستقلب نورإبينفرين إلى إبينفرين. على غرار الأمفيتامين، ينظِم كلٌّ من الفينيثيلامين وN-ميثيل فينيثيلامين النقل العصبي لأحاديات الأمين عبر تاار1،  وعلى خلاف الأمفيتامين يُفكَّك هذان المركبان  بواسطة أكسيداز أحادي الأمين ب ولذلك لهما عمر نصفٍ أقصر من عمر نصف الأمفيتامين.

## الكيمياء
الأمفيتامين متماثل ميثيل للناقل العصبي فينيل ألانين، وصيغته الكيميائية C9H13N. يتكون الأمفيتامين من مزيج عنقودي بنسبة 1:1 من مصاوغين مرآتيين، وتكون ذرة الكربون المجاورة للأمين الأولي مركزًا فراغيًّا. ويمكن فصل هذا المزيج العنقودي إلى مصاوغيه البصريين: ليفوأمفيتامين ودكستروأمفيتامين. تكون القاعدة الحُرَّة النقية للأمفيتامين في درجة حرارة الغرفة قابلة للحركة، وعديمة اللون، وسائلة متطايرة برائحة أمين قوية كيميائيًّا، وطعم حَامِض وحَارِق. تشمل أملاح الأمفيتامين الصلبة كثيرة التحضير أديبات الأمفيتامين،، وأسبارتاته، وهيدروكلوريده، وفوسفاته، وسكراته، وكبريتاته، وتاناته. وكبريتات الدكستروأمفيتامين ملح نقي التصاوغ المرآتي الأكثر شيوعًا. كما أن الأمفيتامين مركب أصل لأصنافه البنيوية التي تشمل عددًا من مشتقاته نفسانية المفعول. يُمثل الأمفيتامين في الكيمياء العضوية رُبيطةً لاانطباقيةً ممتازةً لاصطناع 1،1-ثنائي-2-نفثول اللامتناظر.

### المشتقات المستبدلة
تُمثل الأمفيتامينات المستبدلة  ومشتقاتها مجموعة واسعة من المواد الكيميائية المحتوية على الأمفيتامين بصفة أساسية؛ لاسيما أنَّ هذه الأصناف الكيميائية تشمل مركبات مُشتَقة تتكون باستبدال مُستبدَلات بذرة هيدروجين واحدة أو أكثر في البنية الصميمية للأمفيتامين. وتشمل الأصناف الأمفيتامين بحد ذاته، ومُنبِّهات أُخرى مثل الميثامفيتامين، والإنتاكتوجينات سيروتونينية الفعل مثل الإكستاسي، ومزيلات الاحتقان مثل إفيدرين من بين المجموعات الفرعية الأخرى.

### الاصطناع
طُوِّرت طرق اصطناعية عديدة للأمفيتامين منذ إعلان التحضير الأول له عام 1887. وتستعمِل الطريقة الأكثر شيوعًا لكل من الاصطناع المشروع وغير المشروع للأمفيتامين اختزالًا غير معدني، والمُسمى تفاعل لوْيكارت (الطريقة 1).  يَنتُج في الخطوة الأولى من تفاعل الفينيل أسيتون مع الفورماميد -إما بإضافة حمض الفورميك أو باستعمال الفينيل أسيتون عاملا مختزلا- N-فورميل أمفيتامين. وبعد ذلك يُحَلَّل هذا الوسيط مائيًّا باستعمال حمض الهيدروكلوريك، ومن ثم يُقعَّد ويُنزع بمذيب عضوي ويُركَّز ويُقطَّر لإنتاج قاعدة حُرَّة. وبعد ذلك تُذاب القاعدة الحُرة في مذيب عضوي، ويُضاف حمض الكبريتيك، ويترسب الأمفيتامين في صورة ملح كبريتات.
طوِّرت فُصول لاانطباقية عديدة لِفصل مُصاوغي الأمفيتامين المرآتين. فعلى سبيل المثال، يُمكن مُعالجة الأمفيتامين الراسيمي (العنقودي) بـ دي-حمض الطرطريك لتكوين ملح مُصاوغ لاتخايلي يتبلور تجزيئيًّا لإنتاج دِكستروأمفيتامين. ويبقى الفصل اللانطباقي الطريقة الأكثر اقتصادًا للحصول على الأمفيتامين النقي بصريًّا على نطاق واسع. كما طوِّرت اصطناعات لامتناظرة عديدة للأمفيتامين. ففي أحد الأمثلة يُكثَّف (R)-1-فينيل إيثان أمين النقي بصريًّا مع الفينيل أسيتون لإنتاج قاعدة شيف لا انطباقية. ويُختزل هذا المُركب الوسيط في الخطوة الرئيسة بهدرجة حفزية مع انتقال الكيرالية إلى ذرة كربون ألفا إلى المجموعة الأمينية. وينتُج عن انشطار رابطة الأمين البنزيلية بالهدرجة دِكستروأمفيتامين نقي بصريًّا.
طورت طرق اصطناعية بديلة عديدة للأمفيتامين اعتمادًا على التفاعلات العضوية التقليدية.  مثلا، ألكلة فريدل كرافتس للبنزين بكلوريد الأليل لإنتاج بيتا كلوروبروبيلبنزين الذي يتفاعل بعد ذلك مع الأمونيا لإنتاج الأمفيتامين الراسيمي (الطريقة 2). مثال آخر، استعمال تفاعل ريتَر (الطريقة 3). يتفاعل الفينيل بروبين مع الأسيتونتريل في هذه الطريقة في حمض الكبريتيك لإنتاج كبريتات عضوية، والتي بدورها تُعالَج بهيدروكسيد الصوديوم لإنتاج الأمفيتامين عبر أستاميد وسيط. تبدأ طريقة ثالثة بـ 3-بوتانوات الإيثيل، والذي يمكن تحويله إلى 2-ميثيل-3-فينيل-حمض البروبانويك من خلال ألكلة مزدوجة مع يوديد الميثيل ثُم كلوريد البنزيل. 
ويمكن تحويل هذا الوسيط الاصطناعي إلى أمفيتامين باستعمال إعادة ترتيب هوفمان أو كورتيوس (الطريقة 4).
تتميز اصطناعات كثيرة للأمفيتامين باختزال النترو أو الإيمين أو الأكسيم أو المجموعات الوظيفية الأُخرى ذات النيتروجين. مثلًا، ينتج عن تكاثف كنوفيناغل للبنزألدهيد مع النتروإيثان فينيل-2-نتروإيثان. وبعدَ ذلك تُختزل الرابطة المزدوجة وموجوعة النترو لهذا المركب الوسيط، إما باستعمال الهدرجة الحفزية أو عن طريق المعالجة بهيدريد ألومنيوم الليثيوم (الطريقة 5). طريقة أخرى هي تفاعل الفينيل أسيتون مع الأمونيا لإنتاج إيمين وسيط يُختزل إلى الأمين الأولي باستعمال الهيدروجين على مُحفِْز البالاديوم أو هيدريد ألومنيوم الليثيوم (الطريقة 6).
| الطريقة 1: اصطناع عن طريق تفاعل لويكارت الأعلى: فصل لاانطباقي للأمفيتامين الأسفل: اصطناع انتقائي فراغي للأمفيتامين الطريقة 2: اصطناع عن طريق ألكلة فريدل كرافت |

| الطريقة 3: اصطناع ريتَرالطريقة 4: اصطناع عبر إعادة ترتيب هوفمان وكورتيوسالطريقة 5: اصطناع عن طريق تكاثف كنوفيناغلالطريقة 6: اصطناع باستعمال الفينيل أسيتون والأمونيا |

### الكشف عن الأمفيتامين في سوائل الجسم
كثيرًا ما يُعاير الأمفيتامين في الدم أو البول جزءً من اختبار تحري المخدرات للرياضة، والتوظيف، وتشخيص حالات التسمم، والطب الشرعي. قد تتفاعل تقاطعيَّا تقنيات مثل المقايسة المناعية -وهي التقنية الأكثر شيوعًا لاختبار الأمفيتامين- مع عددٍ من الأدوية مُحاكية الوديّ.  تُستخدم طرق استشرابية للأمفيتامين لتفادي النتائج الإيجابية الكاذبة. ويمكن استخدام تقنيات الفصل اللامتناظر للمساعدة في تمييز مصدر الدواء، ما إذا كان أمفيتامين بوصفة طبية أم أدوية أولية للأمفيتامين بوصفة طبية، (على سبيل المثال سيليجيلين)، أم أدوية لاموصوفة طبيًّا محتوية على ليفوميثامفيتامين أم أمفيتامينات غير مشروعة. تُقدِّم أدوية موصوفة طبيًّا عديدة الأمفيتامين مُستقلَبًا، بما في ذلك بنزفيتامين، وكلوبينزوريكس، وفامبروفازون، وفينبروبوريكس، ولسدكسامفيتامين، وميسوكارب، وميثامفيتامين، وبرينيلامين، وسيليجيلين من بين الأدوية الأُخرى. وقد تُقدِّم هذه المركبات نتائج إجابية للأمفيتامين في اختبارات تحري المخدرات. 
لا يُمكن الكشف عن الأمفيتامين عمومًا إلا باستخدم اختبار تحري المخدرات القياسي مُدةَ 24 ساعة تقريبًا، على الرغم من أنه يمكن الكشف عن الجرعة الكبيرة مُدةَ 2–4 أيام.
أما بالنسبة للمقايسات فقد أشارت إحدى الدراسات إلى أن مُقايسة تقنية المقايسة المناعية متعددة الإنزيمات (EMIT) للأمفيتامين والميثامفيتامين قد تُقدِّم نتائج إيجابية خاطئة أكثر من استشراب السائل مع مطيافية الكتلة المتوالية. فيما تُمكِّن تقنية استشراب غازي مع مطيافية الكتلة (GC–MS) للأمفيتامين والميثامفيتامين مع عامل الاشتقاق كلوريد (S)-(−)-ثلاثي فلورو أسيتيل البروليل من كشف الميثامفيتامين في البول. كما تُمكِّن التقنية للأمفيتامين والميثامفيتامين مع عامل الاشتقاق اللامتناظر كلوريد حمض موشر من الكشف عن كلٍ من الدِكستروأمفيتامين والديكسامفيتامين في البول. ولذلك 
تُستخدم الطريقة الأخيرة على العينات التي تختبر النتائج الإيجابية باستعمال طرق أخرى للمساعدة في التمييز بين بين المصادر المتنوعة للدواء.

## التاريخ والثقافة والمجتمع
| المادة                 | أفضل تقدير | أقل تقدير | أعلى تقدير |
| ---------------------- | ---------- | --------- | ---------- |
| المُنبِّهات الأمفيتامينيَّة | 34.16      | 13.42     | 55.24      |
| الحَشيش                 | 192.15     | 165.76    | 234.06     |
| الكُوكَائِين              | 18.20      | 13.87     | 22.85      |
| الإكستاسي              | 20.57      | 8.99      | 32.34      |
| الأَفْيُونِيَّات             | 19.38      | 13.80     | 26.15      |
| المُسكِّنات الأَفْيُونِيَّة     | 34.26      | 27.01     | 44.54      |

اصطنع الكيميائي الروماني إديلينو الأمفيتامين أولَ مرةٍ في عام 1887 وسمَّاه فينيل إيزوبروبيل أمين؛ وظلَّت تأثيراته المُنبِّهة مجهولة حتى عام 1927، عندما أعاد غوردون أليس اصطناعه اصطناعًا مُستقِلًا، وأبلغ عن خصائصه مُحاكية الوديّ. لم يكن للأمفيتامين أي استخدام طبي حتى أواخر عام 1933 عندما شرعت شركة سميث، كلاين آند فرنش في بيعه مُزيلًا للاحتقان بالاسم التجاري بنزيدرين. وبعدَ ثلاث سنين قُدِّمت كبربتات البنزيدرين، واستُخدِمت لعلاج مجموعة واسعة من الحالات الطبية، بما في ذلك التَّغْفيق (النوم القهري) والسِّمْنَة وانخفاض ضغط الدم وانخفاض الشَّهوة والألم المُزْمِن، من بين الأمراض الأُخرى. استعملت قوى المحور والحُلفاءُ الأمفيتامين والميثامفيتامين خلالَ الحرب العالمية الثانية على نطاقٍ واسعٍ لتأثيراتهما المُنبِّهة والمُعزِّزة للأداء. وعندما برزت خصائص الأمفيتامين الإدمانية شرعت الحكومات في وضع ضوابط صارمة لبيعه. فمثلًا أصبح الأمفيتامين في الولايات المتحدة مادة خاضعة للرقابة من الجدول الثاني بموجب قانون المواد الخاضعة للرقابة خلال أوائل السبعينات.
لا يزال الأمفيتامين يُصطنع اصطناعًا محظورًا في المُختبرات السريَّة ويُباع في السوق السوداء، لا سيما في الدول الأوروبيَّة. استخدم 11.9 مليون شخص بالغ في سن العمل الأمفيتامين أو الميثامفيتامين مرةً واحدةً على الأقل في حياتهم من بين الدول الأعضاء في الاتحاد الأوروبي في عام 2018، واستخدم 1،7 مليون أيًّا منهما في عام السابق له. كما ضُبِط خلال عام 2012 ما يقرُب من 5،9 طن من الأمفيتامين غير المشروع داخل الدول الأعضاء في الاتحاد الأوروبي؛ وراوحت «أسعار السوق» للأمفيتامين غير المشروع داخل الاتحاد الأوروبي من 6 إلى 38 يورو للجرام خلال نفس الفترة. السوق غير المشروع للأمفيتامين خارج الاتحاد الأوروبي أصغرُ بكثيرٍ من سوق الميثامفيتامين والإكستاسي. يستخدم الأمفيتامين استخدامًا مشروعًا أو غير مشروع أُناسٌ مُختلِفة تخصصاتُهم أمثال المؤلفين،  والموسيقيين، وعلماء الرياضيات، والرياضيين، على الرغم من الضوابط الحكومية الصارمة.

### الوضع القانوني
أصبح الأمفيتامين مادة خاضعة للرقابة من الجدول الثاني نتيجة اتفاقية الأمم المتحدة للمؤثرات العقلية لسنة 1971 في جميع الدول الأطراف البالغ عددها 183 دولة، كما هو موضح في المعاهدة. لذا، فهو شديد الإحكام في معظم البلدان. ولقد حظرت بعض البلدان -مثل كوريا الجنوبية واليابان- استخدام الأمفيتامينات المستبدلة حتى للاستخدام الطبي. فيما تُدرج دولٌ أُخر الأمفيتامينَ على جدول الأدوية القوميَّة المقيَّدة الذي يسمح باستخدامه للعلاج الطبي مثل كندا (دواء من الجدول الأول) وهولندا (دواء من القائمة الأولى) والولايات المتحدة (دواء من الجدول الثاني) وأستراليا (من الجدول الثامن) وتايلاند (مخدر من التصنيف الأول) والمملكة المتحدة (دواء من الصنف ب).

### المنتجات الدوائيَّة
يحتوي العديد من تركيبات الأمفيتامين المسوقة حاليًّا على كل من المصاوغين المرآتين، بالأسماء التجارية أديرال، وأديرال إكس آر، ومايداس، وأدزينيس إي آر، وأدزينيس إكس آر-أو دي تي، وديانافيل إكس آر،  وإيفيكيو، وإيفيكيو أو دي تي. أدوية إيفيكيو (بما في ذلك إيفيكيو أو دي تي) هي المنتجات الوحيدة التي تحتوي على الأمفيتامين العنقودي (في صورة كبريتات الأمفيتامين)، من بين الأدوية الأخرى. ولذلك فهي الأدوية الوحيدة التي يمكن أن يُشار بدقة إلى جزئها النشِط باسم «أمفيتامين». دِكستروأمفيتامين، المسوق بالاسمين التجاريين ديكسيدرين وزنزيدي، هو الدواء الوحيد المصاوغ المرآتي النقي للأمفيتامين المتوفر حاليًّا. يتوفر أيضًا أحد أشكال الأدوية الأولية لدِكستروأمفيتامين ولِسدكسامفيتامين، ويُسوَّق بالاسم التجاري فيفانس. يختلف لسدكسامفيتامين عن دكستروأمفيتامين بصفته دواء أوليًّا، ويبقى خاملًا حتى يَستقلب إلى دِكستروأمفيتامين.
كانت القاعدة الحرة للأمفيتامين العنقودي متاحة سابقًا بالأسماء التجارية بنزيدرين وسيكيدرين وسيمبيدرين. فيما كان ليفوأمفيتامين متاحًا سابقًا بالاسم التجاري سيدرِل (بالإنجليزية: Cydril). توجد مستحضرات صيدلانية حالية للأمفيتامين في صورة أملاح بسبب التطايرية العالية نسبيًا للقاعدة الحرة. ومع ذلك طُرِحت أشكال تجريع للمُستَعْلَق الفموي والقُرْص المُتَفَتِّت فمويًّا (ODT) المكون من القاعدة الحرة في عامي 2015 و2016 بالتتابع. تُجدول بعض العلامات التِجارية الحالية وأنواعها المكافئة أدناه.
| الاسم التِجاري  | الاسم المُعتمد الأمريكي           | النِّسْبَة التَّصاوغيَّة المرآتيَّة | الشكل الصيدلاني | تاريخ بداية التسويق | المصادر               |
| -------------- | -------------------------------- | ------------------------- | --------------- | ------------------- | --------------------- |
| Adderall       | –                                | 3:1 (أملاح)               | قُرْص             | 1996                | [ 4 ] [ 30 ]          |
| Adderall XR    | –                                | 3:1 (أملاح)               | كبسولة          | 2001                | [ 4 ] [ 30 ]          |
| Mydayis        | –                                | 3:1 (أملاح)               | كبسولة          | 2017                | [ 243 ] [ 244 ]       |
| Adzenys ER     | أمفيتامين                        | 3:1 (قاعدة)               | مُستَعْلَق          | 2017                | [ 245 ]               |
| Adzenys XR-ODT | أمفيتامين                        | 3:1 (قاعدة)               | قُرْص مُتَفَتِّت فمويًّا | 2016                | [ 242 ] [ 246 ]       |
| Dyanavel XR    | أمفيتامين                        | 3.2:1 (قاعدة)             | مُستَعْلَق          | 2015                | [ 76 ] [ 241 ]        |
| Evekeo         | كبريتات الأمفيتامين              | 1:1 (أملاح)               | قُرْص             | 2012                | [ 29 ] [ 247 ]        |
| Evekeo ODT     | كبريتات الأمفيتامين              | 1:1 (أملاح)               | قُرْص مُتَفَتِّت فمويًّا | 2019                | [ 248 ]               |
| Dexedrine      | كبريتات الدِكستروأمفيتامين        | 1:0 (أملاح)               | كبسولة          | 1976                | [ 4 ] [ 30 ]          |
| Zenzedi        | كبريتات الدِكستروأمفيتامين        | 1:0 (أملاح)               | قُرْص             | 2013                | [ 30 ] [ 249 ]        |
| Vyvanse        | ثنائي ميسيلات الليسديكسامفيتامين | 1:0 (دواء أولي)           | كبسولة          | 2007                | [ 4 ] [ 174 ] [ 250 ] |
| Vyvanse        | ثنائي ميسيلات الليسديكسامفيتامين | 1:0 (دواء أولي)           | قُرْص             | 2007                | [ 4 ] [ 174 ] [ 250 ] |
| Xelstrym       | دِكستروأمفيتامين                  | 1:0 (قاعدة)               | لاصِقة           | 2022                | [ 251 ]               |

| العقار                         | العقار                              | الصيغة الجزيئية      | الكُتلة الموليَّة | الكُتلة الموليَّة | قاعِدة الأمفيتامين | قاعِدة الأمفيتامين | قاعِدة الأمفيتامين | قاعدة الأمفيتامين بجرعات متساوية | قاعدة الأمفيتامين بجرعات متساوية | الجرعات مع محتوى قاعدة متساوية |
| العقار                         | العقار                              | الصيغة الجزيئية      | (غ/مول)        | (غ/مول)        | (النِّسبة المئويَّة)  | (النِّسبة المئويَّة)  | (النِّسبة المئويَّة)  | (جرعة 30 ملغ)                    | (جرعة 30 ملغ)                    | الجرعات مع محتوى قاعدة متساوية |
| العقار                         | العقار                              | الصيغة الجزيئية      | الإجمالي       | القاعِدة        | الإجمالي          | دِكسترو-           | ليفو-             | دِكسترو-                          | ليفو-                            | الجرعات مع محتوى قاعدة متساوية |
| ------------------------------ | ----------------------------------- | -------------------- | -------------- | -------------- | ----------------- | ----------------- | ----------------- | -------------------------------- | -------------------------------- | ------------------------------ |
| كبريتات الدِكستروأمفيتامين      | كبريتات الدِكستروأمفيتامين           | (C9H13N)2•H2SO4      | 368.49         | 270.41         | 73.38%            | 73.38%            | —                 | 22.0 ملغ                         | —                                | 30.0 ملغ                       |
|                                |                                     |                      |                |                |                   |                   |                   |                                  |                                  |                                |
| كبريتات الأمفيتامين            | كبريتات الأمفيتامين                 | (C9H13N)2•H2SO4      | 368.49         | 270.41         | 73.38%            | 36.69%            | 36.69%            | 11.0 ملغ                         | 11.0 ملغ                         | 30.0 ملغ                       |
|                                |                                     |                      |                |                |                   |                   |                   |                                  |                                  |                                |
| أديرال                         | أديرال                              |                      |                |                | 62.57%            | 47.49%            | 15.08%            | 14.2 ملغ                         | 4.5 ملغ                          | 35.2 ملغ                       |
| 25%                            | كبريتات الدِكستروأمفيتامين           | (C9H13N)2•H2SO4      | 368.49         | 270.41         | 73.38%            | 73.38%            | —                 |                                  |                                  |                                |
| 25%                            | كبريتات الأمفيتامين                 | (C9H13N)2•H2SO4      | 368.49         | 270.41         | 73.38%            | 36.69%            | 36.69%            |                                  |                                  |                                |
| 25%                            | سكرات الدِكستروأمفيتامين             | (C9H13N)2•C6H10O8    | 480.55         | 270.41         | 56.27%            | 56.27%            | —                 |                                  |                                  |                                |
| 25%                            | أسبارتات الأمفيتامين أُحادِيَّة الإِماهَة | (C9H13N)•C4H7NO4•H2O | 286.32         | 135.21         | 47.22%            | 23.61%            | 23.61%            |                                  |                                  |                                |
|                                |                                     |                      |                |                |                   |                   |                   |                                  |                                  |                                |
| ثنائي ميسيلات اللِسدكسامفيتامين | ثنائي ميسيلات اللِسدكسامفيتامين      | C15H25N3O•(CH4O3S)2  | 455.49         | 135.21         | 29.68%            | 29.68%            | —                 | 8.9 ملغ                          | —                                | 74.2 ملغ                       |
|                                |                                     |                      |                |                |                   |                   |                   |                                  |                                  |                                |
| مُسْتَعْلَق قاعدة أمفيتامين         | مُسْتَعْلَق قاعدة أمفيتامين              | C9H13N               | 135.21         | 135.21         | 100%              | 76.19%            | 23.81%            | 22.9 ملغ                         | 7.1 ملغ                          | 22.0 ملغ                       |

## هوامش
1. ↑  Adderall ومَنتوجات أملاح الأمفيتامين المُختلطة الأُخرى مثل Mydayis ليست أمفيتامينات عنقودية – بل هي مزيجٌ مُكوَّن من راسيمات أجزاء متساوية ودِكستروأمفيتامين.
 انظر أملاح الأمفيتامين المختلطة لمعلوماتٍ أكثر عن هذا المزيج، وهذا القسم لمعلومات حول المخاليط المختلفة لمُصاوغات الأمفيتامين المرآتية المُسوَّقة حاليًّا.
2. ↑  من الإنجليزية amphetamine، وهي مُقتضبَة من alpha-methylphenethylamine.
3. ↑  المصاوغات المرآتية هي جُزيئات يعكس مرآتيًّا بعضَها البعض؛ فهي مُتطابقة بنيويًّا، ولكن في الاتجاه المعاكس.[17]
 ليفوأمفيتامين ودِكستروأمفيتامين يُعرفان أيضًا باسم L-amph أو لیفامفیتامین (INN) وD-amph أو ديكسامفيتامين (INN) على الترتيب.[18]
4. ↑  بالإنجليزية Benzedrine
5. ↑  يُستخدم الاسم التجاري Adderall (أديرال) في هذه المقالة برمتها للإشارة إلى خليط الأمفيتامين رُباعي الملح (كبريتات الدِكستروأمفيتامين 25%، وسكرات الدِكستروأمفيتامين 25%، وكبريتات الأمفيتامين 25%، وأسبارتات الأمفيتامين 25%). الاسم غير مسجل الملكية الذي يُدرِج المواد الكيميائية المكوِّنة النشطة الأربع كافةً مطوَّل للغاية.[30]
6. ↑  يُشير مُصطلح «أمفيتامينات» أيضًا إلى صِنف كيميائي، ولكن بخلاف صِنف «الأمفيتامين المستبدلة»،[8] فليس لصِنف «الأمفيتامينات» تعريفٌ مُوحَّدٌ في المؤلفات الأكاديميَّة.[19] يشمل أحد التعريفات الأكثر تقييدًا الراسيمات (المزيج العنقودي) ومصاوغي الأمفيتامين والميثامفيتامين المرآتين.[19] ويشمل التعريف الأعم للصنف مجموعة واسعة من المركبات المرتبطة دوائيٍّا وبنيويًّا.[19]
 تَستخدِم هذه المقالة المُصطلحين «أمفيتامين» و«أمفيتامينات» فقط للإشارة إلى الأمفيتامين الراسيمي (العنقودي) وليفوأمفيتامين ودِكستروأمفيتامين، وتبقي مصطلح «أمفيتامينات مستبدلة» لصنفها البنيوي لدرء الالتباس الذي قد يحصل عند استخدام مُصطلح «أمفيتامينات».
7. ↑  جاءت البيانات المدعومة من إدارة الغذاء والدواء الأميركية من المعلومات الموصوفة، وهي ملكية فكرية محمية بحقوق الطبع والنشر للشركة المصنعة، ومُعتمَدة من إدارة الغذاء والدواء الأميركية. ولا تهدف موانع الاستعمال تلك بالضرورة إلى الحد من الممارسات الطبية، ولكنها تَحد من مطالبات الشركات الدوائية.[71]
8. ↑  وفقًا لإحدى المراجعات يمكن وصف الأمفيتامين طبيًّا للأشخاص ذوي سوابق لمعاقرة المخدرات إذا ما اُستخدِمت ضوابط الدواء المناسبة، مثل إلزام الطبيب الواصف بتناول الدواء يوميًّا.[4]
9. ↑  إذا انقطعت المُعالجة المنبهة لفترة وجيزة للأشخاص الذين يُعانون من زيادة في الوزن والطول دون السواء فعسى أن تعود أطوالهم وأوزانهم إلى المستويات الطبيعية.[37][48][75] يبلُغ متوسط الانخفاض في الطول النهائي للبالغين بعد 3 سنوات من المُعالجة المنبهة المستمرة 2 سم.[75]
10. ↑  عوامل النسخ هي بروتينات تزيد أو تُنقص من التعبير عن جينات محددة.[103]
11. ↑  الإسم الكامل لـ FOSB هو FBJ murine osteosarcoma viral oncogene homolog B ويترجم النديد ب للجين الورمي الفيروسي المسبب للساركوما العظمية الفأرية FBJ أو النديد ب للجين الورمي لفيروس الساركوما العظمية الفأرية FBJ.
  - البروتين Fos  [لغات أخرى]‏ الذي سُميت العائلة باسمه مختصر من "FBJ osteosarcoma virus"[104] وأحيانا يضاف إليه حرف c ويُقصد به cellular (خلوي) لتمييزه عن نظيره v-Fos الفيروسي.[105]
12. ↑  بعبارة أبسط تعني العلاقة "ضروري وكافٍ" أن التعبير المفرط عن دلتا فوسبِ في النواة المتكئة والتكيفات العصبية والسلوكية المرتبطة بالإدمان تحدث دائما معا ولا يمكن أبدا أي يحدث أحدها بمعزل عن الآخر.
13. ↑  مستقبلات نمدا هي قنوات أيونية مبوبة بالربيطة معتمدة على الفولطية وتتطلب الارتباط المتزامن للغلوتامات وناهض مساعد (د-سيرين أو الغليسين) لتنفتح.[118]
14. ↑  أشارت المراجعة إلى أن L-أسبارتات المغنيسيوم وكلوريد المغنيسيوم يسببان تغيرات معتبرة في السلوك الإدماني، [93] ولم يتم ذكر مركبات المغنيسيوم الأخرى.
15. ↑  تُشير فترة الثقة 95% إلى احتمالية بنسبة 95% بأن عدد الوفيات الحقيقي يراوح بين 3،425 و4،145.
16. 1 2  يحتوي ناقل الدوبامين البشري على موقع ارتباط  خارج خلوي تفارغي بألفة عالية لأيون الزنك Zn2+، والذي بعد ارتباط الزنك به يثبط استرداد الدوبامين ويمنع استدخال ناقل الدوبامين المسبَّبِ بالأمفيتامين، ويزيد من خروج الناقل العصبي المسبَّبِ بالأمفيتامين.[136][137][138][139] لا يحتوي ناقل السيروتونين وناقل النورإبينفرين البشريان على موقع ارتباطٍ للزنك.[138]
17. ↑  تبين أن 4-هيدروكسي أمفيتامين يُستقلب إلى 4-هيدروكسينورإفدرين بواسطة بيتا-هيدروكسيلاز الدوبامين (DBH) في المختبر ويُفترض أن استقلابا مماثلا يحدث في الجسم الحي.[8][181] تقترح أدلةٌ من دراسات قامت بقياس تأثير تراكيز DBH في المصل على استقلاب 4-هيدروكسي أمفيتامين في البشر إلى احتمال وجود إنزيم مختلف يتوسط تحويل 4-هيدروكسي أمفيتامين إلى 4-هيدروكسي إيفيدرين.[181][183] ورغم ذلك، تشير أدلة أخرى من دراساتٍ على الحيوانات إلى أن هذا التفاعل  يُحفَّز بواسطة DBH في حويصلات المشبكية داخل العصبونات نُورأدرينالينة الفعل في الدماغ.[184][185]
18. ↑  هناك اختلاف جوهري في تكوين الميكروبيوم والتركيزات الميكروبية حسب الموقع التشريحي.[186][187] يحتوي سائلٌ من القولون البشري -الذي يكون فيه تركيز الميكروبات أعلى من أي موقع تشريحي آخر- على ما يقرب من تريليون (1012) خلية بكتيرية لكل ميليلتر.[186]
19. ↑  المصاوغات المرآتية هي جُزيئات تعكس مرآتيًّا بعضَها البعض؛ فهي مُتطابقة بنيويًّا، ولكن في الاتجاه المعاكس.[17]
20. ↑  بالإنجليزية Adderall
21. ↑  بالإنجليزية Adderall XR
22. ↑  بالإنجليزية Mydayis
23. ↑  بالإنجليزية Adzenys ER
24. ↑  بالإنجليزية Adzenys XR-ODT
25. ↑  بالإنجليزية Adzenys XR-ODT
26. ↑  بالإنجليزية Evekeo
27. ↑  بالإنجليزية Evekeo ODT
28. ↑  بالإنجليزية Dexedrine
29. ↑  بالإنجليزية Zenzedi
30. ↑  بالإنجليزية Vyvanse
31. ↑  بالإنجليزية Psychedrine
32. ↑  بالإنجليزية Sympatedrine
33. ↑  حُسِبت الكتل المولية باستخدام حاسبة الوزن الجزيئي للنتك[252] وكانت في 0.01 غ/مول من القيم الدوائية المنشورة.
34. ↑  النسبة المئوية لقاعدة الأمفيتامين= الكتلة الجزيئيةللقاعدة / الكتلة الجزيئيةالكلية. النسبة المئوية لقاعدة الأمفيتامين في الأديرال= مجموع النسب المئوية للعنصر / 4.
35. ↑  الجُرعة = (1 /  النسبة المئوية لقاعدة الأمفيتامين) × العامل الوزني = (الكتلة الجزيئيةالكلية / الكتلة الجزيئيةللقاعدة) × العامل الوزني. عُيرت القيم في هذا العمود بمقدار جرعة 30 ملغ من كبريتات الدكستروأمفيتامين. لا تُعد القيم المدرجة جُرعات متساوية الفاعلية بسبب الاختلافات الدوائية بين هذه الأدوية.

1. ↑    قناة أيونية
  بروتينات G والمستقبلات المقترنة بها
  (لون كتابة) عوامل نسخ